# جرج گروو
سِر جرج گروو (انگلیسی: Sir George Grove; ۱۳ اوت ۱۸۲۰ – ۲۸ مهٔ ۱۹۰۰) نویسنده اهل انگلستان بود.
او پایه‌گذار فرهنگنامه موسیقی و موسیقی‌دانان نیو گروو است و بابت فعالیت‌ها و خدمات حرفه‌ای‌اش، در ۷ مه ۱۸۸۳ میلادی، لقب شوالیه دریافت داشت.